# Wilhelm Güssefeld
Wilhelm Adolph Robert Güssefeld (* 8. April 1886 in Schönberg; † 23. Juli 1974 in Hamburg) war ein deutscher Politiker (CDU).

## Leben und Beruf

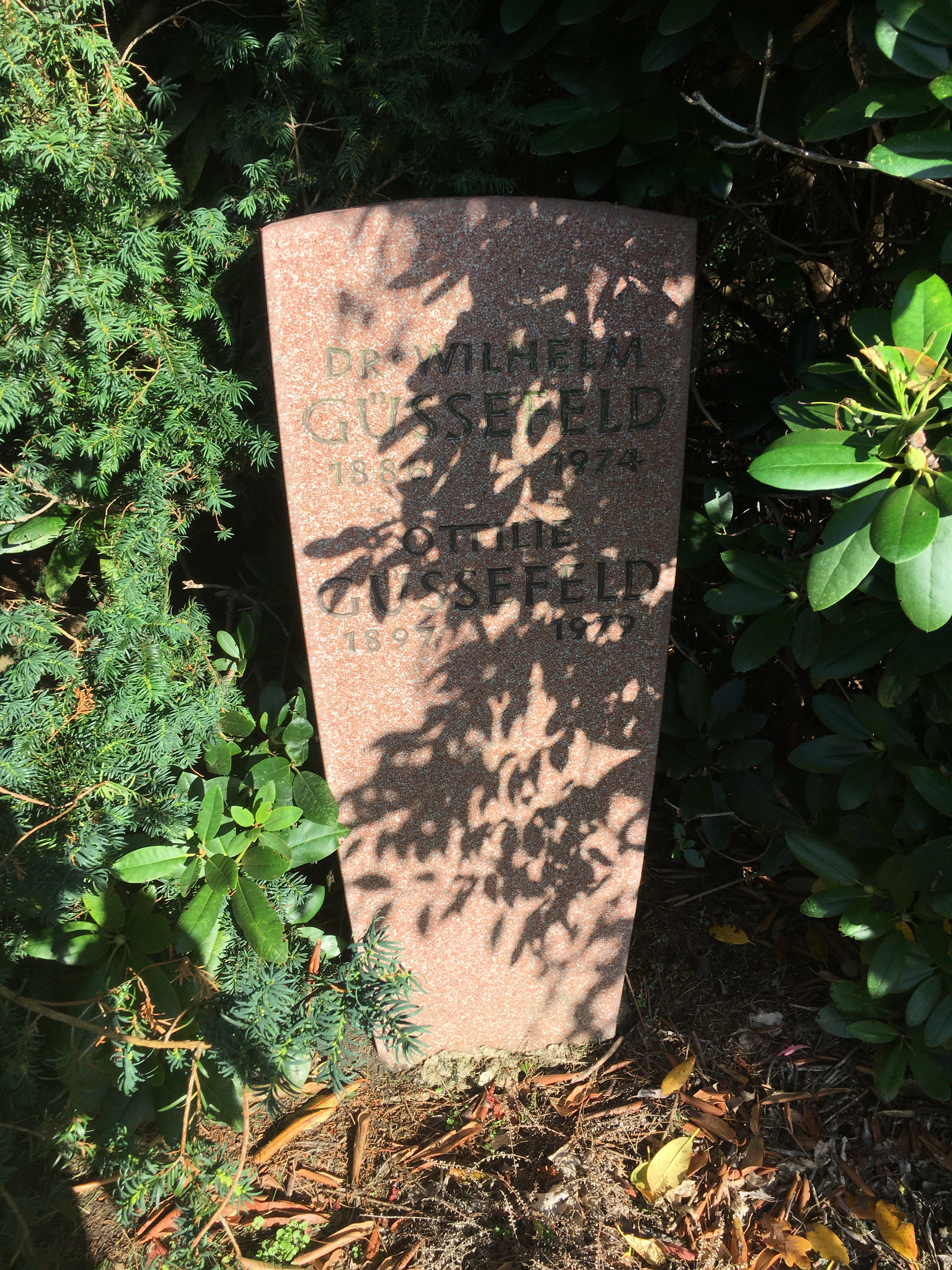
Grabstätte auf dem Friedhof Ohlsdorf

Wilhelm Güssefeld studierte Rechtswissenschaften in Jena und Berlin und beendete diese mit der Großen Staatsprüfung. Während seines Studiums wurde er 1905 Mitglied der Burschenschaft Arminia auf dem Burgkeller. 1914 meldete er sich Freiwillig zum Ersten Weltkrieg. Danach arbeitet er als in der Provinz Posen als Landrichter uns später als Rechtsanwalt in Berlin. Zudem war er als Geschäftsführer des Centralverbandes des deutschen Bank- und Bankiergewerbes tätig. Von 1921 bis 1953 wurde er Vorstandsmitglied der Hypothekenbank in Hamburg. Von 1952 bis 1960 war er zudem Mitglied des Plenums der Handelskammer und ab 1955 Geschäftsführer des ZEIT-Verlages.
Wilhelm Güssefeld verstarb im Alter von 88 Jahren und wurde auf dem Friedhof Ohlsdorf bestattet. Seine Grabstätte im Planquadrat Q 5 liegt oberhalb des Hamburgischen Gedächtnisfriedhofs.

## Politik
Güssefeld trat 1945 der neu gegründeten CDP bei und saß von 1946 bis 1953 in der Kommission für die Ernennung der Beamten und wurde 1947 Mitglied der Bau-Deputation sowie der Schätzungskommission für Enteignungssachen. 1950 war er Mitbegründer und stellvertretender Vorsitzender des Vereins zur Förderung des Hamburgischen Wirtschaftsleben. 
1953 wurde er in der dritten Wahlperiode Mitglied der Hamburgischen Bürgerschaft. Am Ende der vierten Wahlperiode schied er wieder aus. Von 1955 bis 1957 war er Vorsitzender der Hamburg-Block-Fraktion und von 1957 bis 1961 Erster Vizepräsident der Bürgerschaft.